# Toshiyuki Takagi
Toshiyuki Takagi (jap. 高木 俊幸, Takagi Toshiyuki; * 25. Mai 1991 in Yokohama, Präfektur Kanagawa) ist ein japanischer Fußballspieler.
Toshiyuki Takagi ist der Bruder von Daisuke Takagi und Yoshiaki Takagi.

## Karriere

### Verein
Toshiyuki Takagi erlernte das Fußballspielen in den Jugendmannschaften vom Azamino FC und Tokyo Verdy. Seinen ersten Vertrag unterschrieb er 2010 bei seinem Jugendverein Tokyo Verdy. Der Verein aus der Präfektur Tokio spielte in der zweiten Liga des Landes, der J2 League. Bereits als Jugendspieler kam er 2009 viermal in der zweiten Liga zum Einsatz. 2011 wechselte er zum Erstligisten Shimizu S-Pulse. 2012 stand er mit Shimizu im Finale des J. League Cup. Das Endspiel verlor man gegen Kashima Antlers mit 2:1. Für den Klub absolvierte er bis Ende 2014 119 Erstligaspiele. 2015 unterschrieb er einen Vertrag beim Ligakonkurrenten Urawa Red Diamonds. Mit den Reds gewann er 2016 den J. League Cup.  Im Finale gewann man im Elfmeterschießen gegen Gamba Osaka. Die AFC Champions League gewann er 2017. In den Endspielen gewann der Club gegen al-Hilal aus Saudi-Arabien. 2018 verließ er die Reds und schloss sich dem Ligakonkurrenten Cerezo Osaka aus Osaka an. Mit Osaka gewann er 2018 den japanischen Supercup. Das Spiel gegen den japanischen Meister Kawasaki Frontale gewann der Klub mit 3:2. Im Januar 2022 nahm ihn der Zweitligist JEF United Ichihara Chiba unter Vertrag. In drei Spielzeiten bestritt er 60 Ligaspiele. Im Januar 2025 wechselte er in die fünfte Liga. Hier unterschrieb er einen Vertrag beim Tokyo United FC. Mit dem Verein spielt er in der Kanto Soccer League (Div.1).

### Nationalmannschaft
Toshiyuki Takagi spielte viermal in der japanischen U18-Nationalmannschaft. Dreimal trug er das Trikot der U19.

## Erfolge
Shimizu S-Pulse
- Japanischer Ligapokalfinalist: 2012

Urawa Red Diamonds
- AFC-Champions-League-Sieger: 2017

- Japanischer Ligapokalsieger: 2016

- Japanischer Pokalfinalist: 2015

Cerezo Osaka
- Japanischer Supercup-Sieger: 2018